# Tempel des Saturn

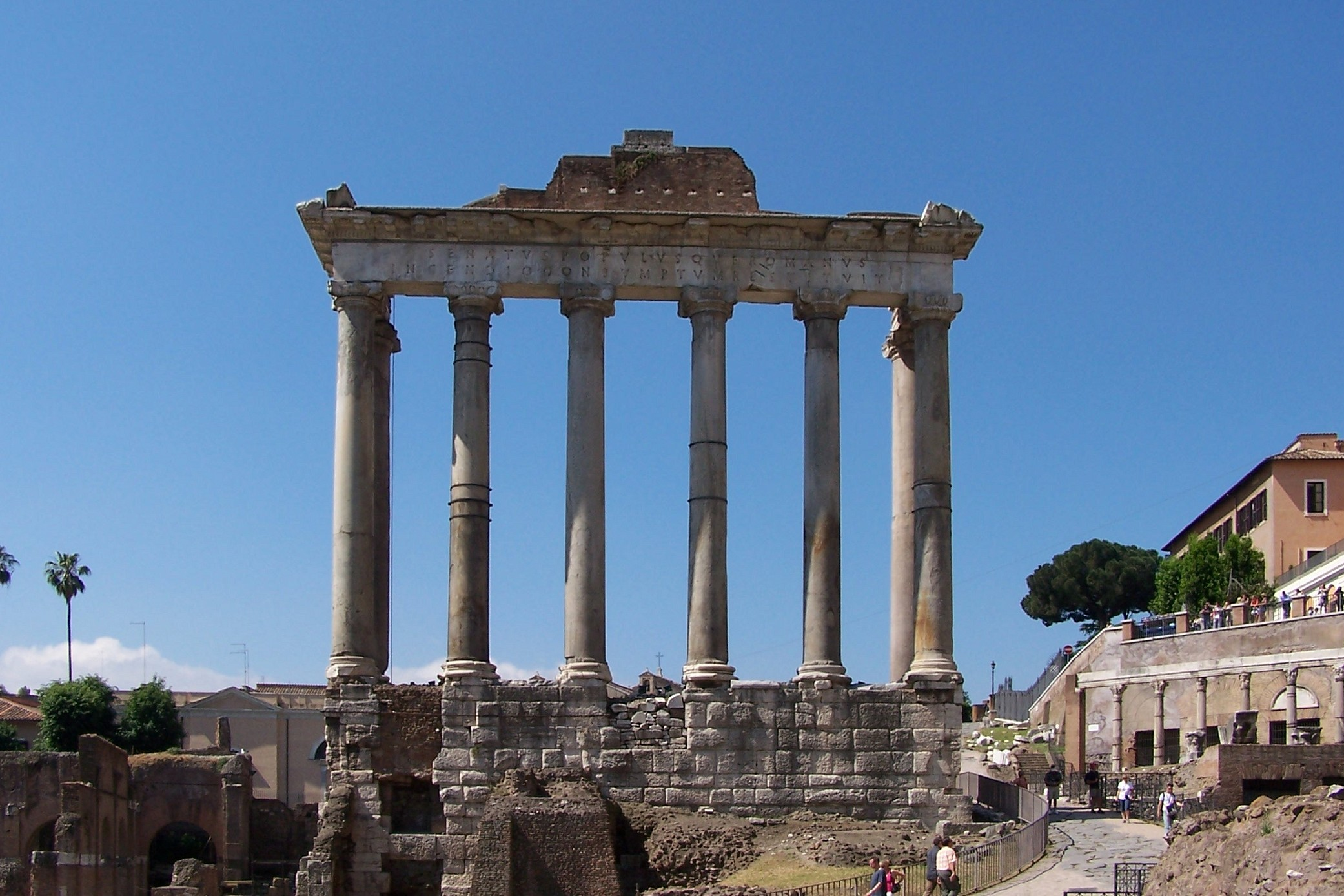
Überreste des Saturn-Tempels

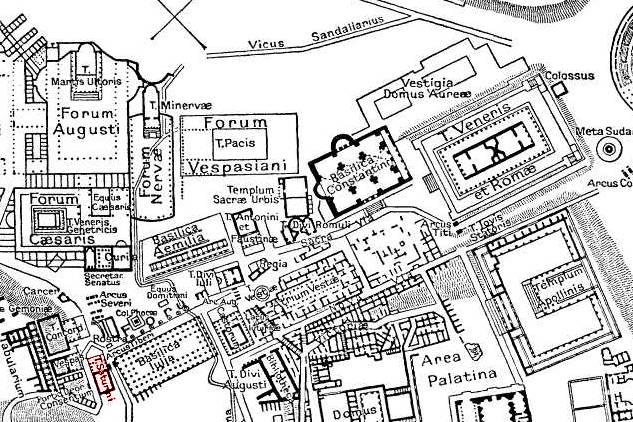
Lage des Tempels auf dem Forum

Der Tempel des Saturn befindet sich auf dem Forum Romanum in Rom und wurde am Fuß des Kapitols errichtet. Sein (angeblich) ursprünglich zwischen 501 und 498 v. Chr. errichteter Bau gilt als zweitältester Tempel des antiken Rom.

## Geschichte
Der ursprüngliche Bau soll in der Frühzeit der Römischen Republik errichtet worden sein, ging aber angeblich auf ein Vorhaben des Tullus Hostilius oder des Tarquinius Superbus zurück. Allerdings lässt sich diese frühe Datierung, die lediglich auf sehr viel spätere literarische Quellen zurückgeht, archäologisch nicht bestätigen. Geweiht wurde der Tempel unterschiedlichen Quellen zufolge entweder durch: 1. Titus Larcius während seiner Diktatur im Jahr 501 oder seines zweiten Konsulats im Jahr 498; 2. Aulus Sempronius, Konsul des Jahres 497; 3. Postumus Cominius Auruncus, dem Konsul der Jahre 501 und 493, auf Grund eines Senatsbeschlusses. Da aber die literarischen Quellen zur römischen Frühzeit sehr unzuverlässig sind, bezweifeln heute nicht wenige Forscher, dass der Tempel tatsächlich so früh errichtet wurde.
Im 4. Jahrhundert v. Chr. wurde der Tempel durch einen Lucius Furius, möglicherweise infolge des Galliereinfalls, erneuert; wahrscheinlicher ist aber, dass erst um diese Zeit der erste Bau errichtet wurde. Im vorletzten Jahrzehnt v. Chr. wurde dann ein vollständiger Neubau des Tempels im Auftrag von Lucius Munatius Plancus durchgeführt, den dieser mit seiner Kriegsbeute finanzierte. Schließlich brannte der Tempel gegen Ende des 3. Jahrhunderts abermals ab und wurde im Jahr 283 restauriert. Aus dieser Zeit stammt die heute noch stehende Tempelfront mit ihren Säulenstellungen und die Inschrift auf dem erhaltenen Architrav:

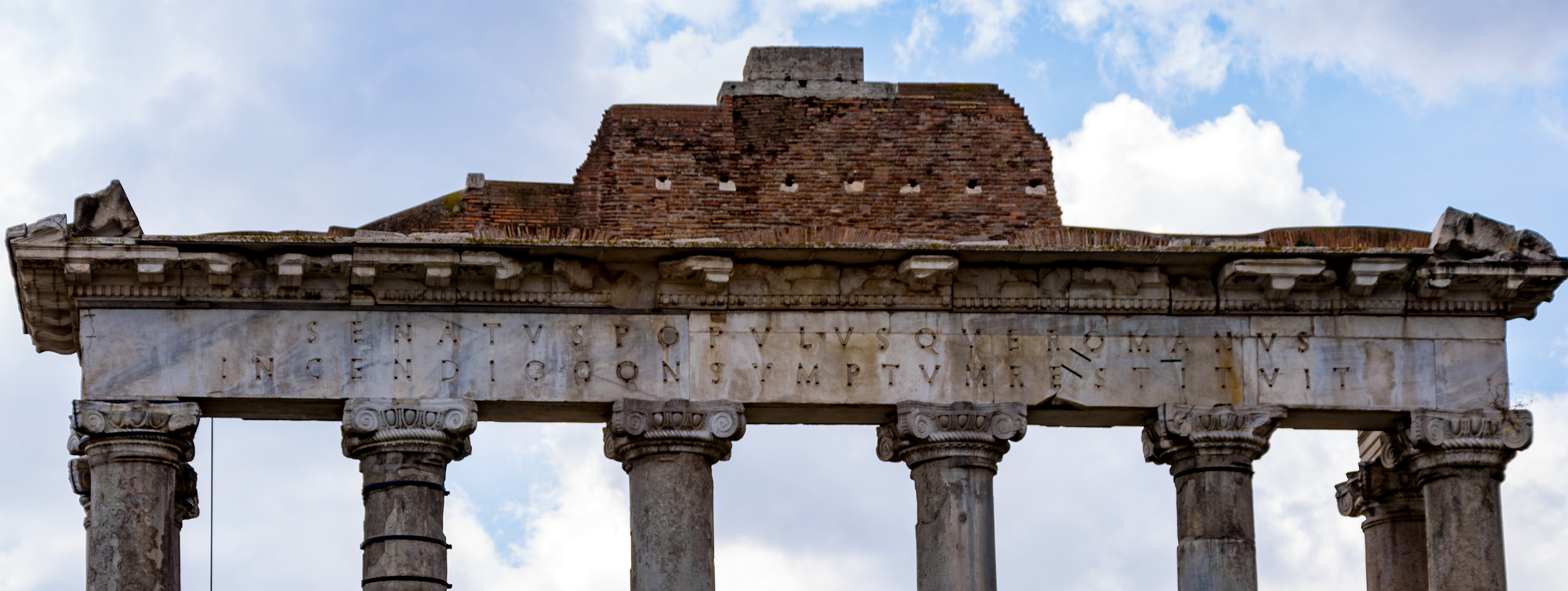
Detailansicht der Inschrift auf dem erhaltenen Architrav

SENATVS POPVLVSQVE ROMANVS INCENDIO CONSVMPTVM RESTITVIT
Der Senat und das Volk von Rom hat den von einer Feuersbrunst verzehrten (Tempel) wiederhergestellt.
Bereits vor dem Bau des Tempels war die Stätte mit einem Altar versehen, der dem Saturnus geweiht war. Der Jahrestag der Tempelweihe war einer der höchsten römischen Feiertage und wurde um den 17. Dezember in einem mehrtägigen Fest, den Saturnalien begangen.

## Lage
Vom heutigen Weg über das Forum aus gesehen, liegt der Tempel direkt hinter der Rostra, dem antiken Redner-Plateau auf dem Forum, in der Nähe des Septimius-Severus-Bogens. In römischer Zeit endete die Via Sacra direkt vor dem Tempel. Der Clivus Capitolinus führte um den Tempel herum zum Kapitol.

## Bedeutung
Neben der religiösen Bedeutung für das antike Rom spielte der Tempel auch eine wichtige weltliche Rolle in der Römischen Republik: Im Vorbau des Tempels war der Sitz des Aerarium populi Romani, also der Aufbewahrungsort des römischen Staatsschatzes, der deswegen auch aerarium Saturni genannt wurde. Hier wurden auch Gesetzestafeln und Senatsbeschlüsse aufbewahrt. Die Schwelle des Eingangs zum Aerarium ist bis heute erhalten, obwohl der eigentliche Vorbau fast vollständig eingefallen ist. An der Ostseite des Podiums sind noch heute Löcher von Tafeln zu sehen, auf denen die Acta diurna, die öffentlichen Bekanntmachungen, angeschlagen wurden.

## Aufbau

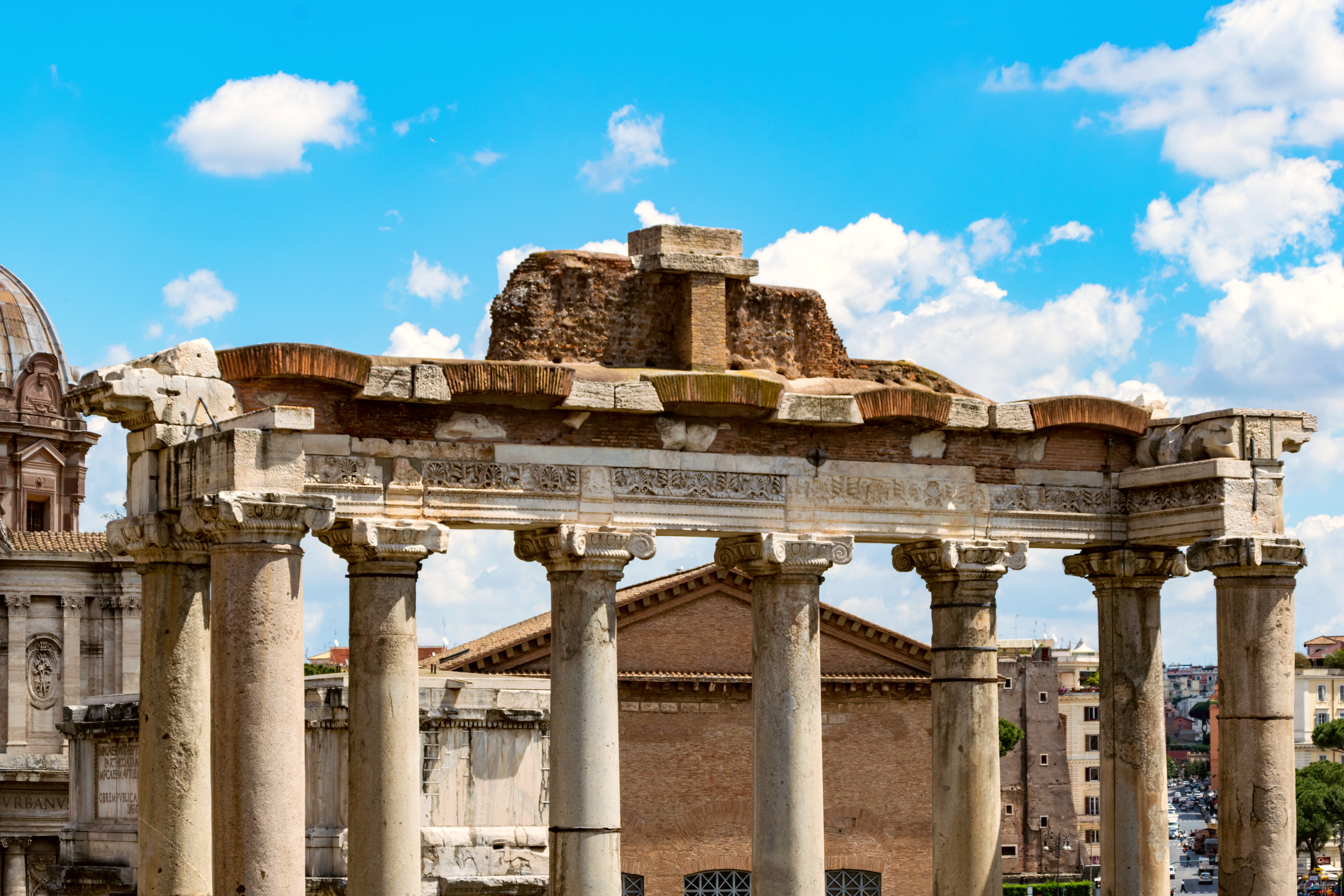
Detailansicht der Gebälkrückseite

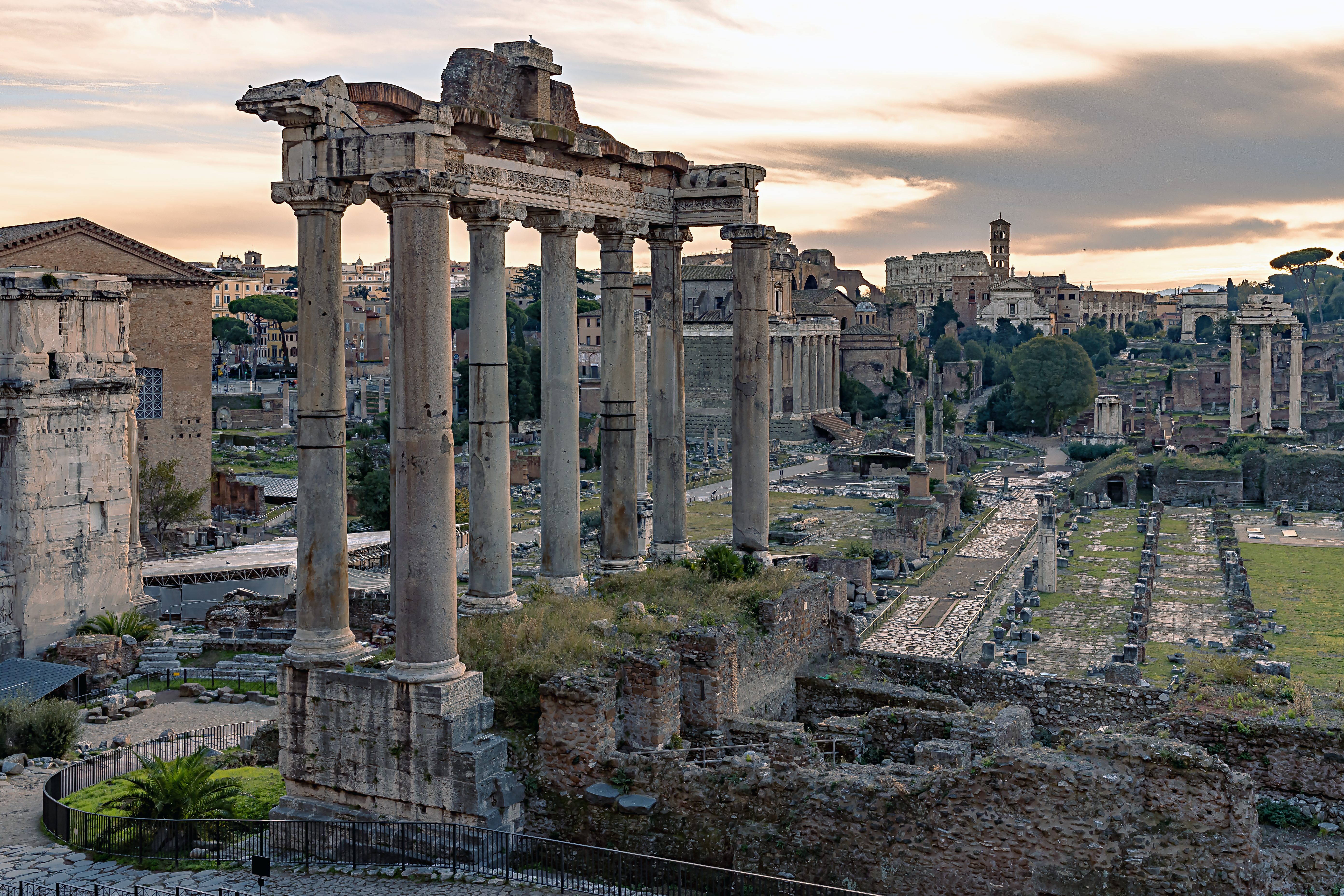
Nordwestansicht des Saturntempels

Die heute sichtbaren Reste des Tempels stammen aus verschiedenen Bauphasen. Die Säulen der erhaltenen Front aus grauem und rosafarbenem Granit gehen wie die zugehörigen vierseitigen ionischen Kapitelle aus weißem Marmor auf die Restaurierung des Jahres 283 zurück. Demgegenüber gehören Architrav und Fries zu einem Bau des späten 2. oder frühen 3. Jahrhunderts und wurden am Saturntempel wiederverwendet, wie die erhaltenen Dekorationen der zum Pronaos gerichteten Innenseiten der Blöcke zeigen. Die Front wurde abgearbeitet, um die erwähnte Inschrift aufnehmen zu können. Über einigen Säulenachsen wurde zusätzliche kleinere Blöcke des Gebälks eingesetzt, die sich auch stilistisch von den übrigen unterscheiden. Sie glichen die größere Frontbreite aus, für die das Gebälk ursprünglich nicht geschaffen war. Das Geison schließlich ist mit dem Bau des Munatius Plancus zu verbinden und wurde hier wiederverwendet. Über den Resten des frühaugusteischen Vorgängerbaus erhob sich das mit Travertin verkleidete Podium aus opus caementicium, unter dessen frontaler Treppe sich vermutlich das Aerarium befand.